# Pleurodema bufoninum
Pleurodema bufoninum är en groddjursart som beskrevs av Bell 1843. Pleurodema bufoninum ingår i släktet Pleurodema och familjen Leiuperidae. IUCN kategoriserar arten globalt som livskraftig. Inga underarter finns listade i Catalogue of Life.